# Media de spectatori a cluburilor de fotbal non-europene
Această listă prezintă media de spectatori per meci a cluburilor de fotbal dinafara Europei. Sunt listate doar cluburile cu peste 15.000 de spectatori per meci în campionatul național pentru sezonul 2012-2013.
| #  | Club                            | Media de spectatori | Țara          | Stadion                                     | Capacitate | % din capacitate |
| -- | ------------------------------- | ------------------- | ------------- | ------------------------------------------- | ---------- | ---------------- |
| 1  | Club Atlético River Plate       | 48 000              | Argentina     | Estadio Monumental Antonio Vespucio Liberti | 67 000     | 71%              |
| 2  | Seattle Sounders                | 44 038              | SUA           | CenturyLink Field                           | 67 000     | 65%              |
| 3  | Tigres UANL                     | 41 000              | Mexic         | Estadio Universitario                       | 42 000     | 98%              |
| 4  | Club América                    | 39 000              | Mexic         | Estadio Azteca                              | 105 000    | 37%              |
| 4  | Club Atlas                      | 39 000              | Mexic         | Estadio Jalisco                             | 63 000     | 62%              |
| 6  | Guangzhou Evergrande FC         | 37 000              | China         | Tianhe Stadium                              | 58 000     | 64%              |
| 6  | Beijing Guoan FC                | 37 000              | China         | Workers Stadium                             | 66 000     | 56%              |
| 6  | Newell's Old Boys               | 37 000              | Argentina     | Estadio Marcelo Bielsa                      | 42 000     | 88%              |
| 9  | Urawa Red Diamonds              | 36 000              | Japonia       | Saitama Stadium 2002                        | 63 000     | 57%              |
| 10 | Tractor Sazi FC                 | 35 000              | Iran          | Yadegar-e Emam Stadium                      | 80 000     | 43%              |
| 10 | Esteghlal FC                    | 35 000              | Iran          | Azadi Stadium                               | 91 000     | 38%              |
| 12 | C.F. Monterrey                  | 33 000              | Mexic         | Estadio Tecnológico                         | 33 000     | 100%             |
| 13 | C.A. Independiente              | 32 000              | Argentina     | Estadio Libertadores de América             | 44 000     | 72%              |
| 14 | Jiangsu Sainty                  | 31 000              | China         | Nanjing Olympic Sports Center               | 60 000     | 47%              |
| 15 | Boca Juniors                    | 30 000              | Argentina     | Estadio Alberto J. Armando                  | 49 000     | 61%              |
| 16 | Guizhou Renhe                   | 29 000              | China         | Guiyang Olympic Sports Center               | 52 000     | 56%              |
| 16 | San Lorenzo de Almagro          | 29 000              | Argentina     | El Nuevo Gasómetro                          | 43 000     | 67%              |
| 16 | Belgrano de Córdoba             | 29 000              | Argentina     | El Gigante de Alberdi                       | 29 000     | 100%             |
| 19 | Puebla FC                       | 28 000              | Mexic         | Estadio Cuauhtémoc                          | 42 000     | 66%              |
| 20 | Racing Club de Avellaneda       | 27 000              | Argentina     | Estadio Presidente Juan Domingo Perón       | 51 000     | 53%              |
| 21 | Club León                       | 26 000              | Mexic         | Estadio León                                | 34 000     | 76%              |
| 21 | Santos Laguna                   | 26 000              | Mexic         | Estadio Corona                              | 30 000     | 86%              |
| 21 | Albirex Niigata                 | 26 000              | Japonia       | Tohoku Electric Power Big Swan Stadium      | 42 000     | 62%              |
| 21 | Grêmio Porto Alegre             | 26 000              | Brazilia      | Arena do Grêmio                             | 60 000     | 43%              |
| 25 | Sport Club Corinthians Paulista | 25 000              | Brazilia      | Estádio do Pacaembu                         | 40 000     | 62%              |
| 25 | Deportivo Guadalajara           | 25 000              | Mexic         | Estadio Omnilife                            | 50 000     | 50%              |
| 25 | Cruz Azul                       | 25 000              | Mexic         | Estadio Azul                                | 35 000     | 71%              |
| 28 | Barcelona Sporting Club         | 24 000              | Ecuador       | Estadio Monumental Isidro Romero Carbo      | 59 000     | 40%              |
| 28 | São Paulo FC                    | 24 000              | Brazilia      | Estádio do Morumbi                          | 67 000     | 36%              |
| 28 | FC Tokyo                        | 24 000              | Japonia       | Ajinomoto Stadium                           | 50 000     | 48%              |
| 31 | Los Angeles Galaxy              | 23 000              | SUA           | StubHub Center                              | 27 000     | 85%              |
| 31 | Yokohama F. Marinos             | 23 000              | Japonia       | International Stadium Yokohama              | 72 000     | 32%              |
| 31 | Club Universidad Nacional       | 23 000              | Mexic         | Estadio Olímpico Universitario              | 68 000     | 34%              |
| 31 | Monarcas Morelia                | 23 000              | Mexic         | Estadio Morelos                             | 35 000     | 66%              |
| 31 | Querétaro FC                    | 23 000              | Mexic         | Estadio Corregidora                         | 45 000     | 51%              |
| 31 | CF Pachuca                      | 23 000              | Mexic         | Estadio Hidalgo                             | 30 000     | 76%              |
| 37 | Club Tijuana                    | 22 000              | Mexic         | Estadio Caliente                            | 24 000     | 91%              |
| 37 | Montreal Impact                 | 22 000              | Canada        | Saputo Stadium & Olympic Stadium (Montreal) | 20 000     | 100%             |
| 37 | Persepolis FC                   | 22 000              | Iran          | Azadi Stadium                               | 91 000     | 24%              |
| 37 | Melbourne Victory FC            | 22 000              | Australia     | Melbourne Rectangular Stadium               | 30 000     | 73%              |
| 41 | Houston Dynamo                  | 21 000              | SUA           | BBVA Compass Stadium                        | 22 000     | 95%              |
| 41 | Sriwijaya FC                    | 21 000              | Indonezia     | Gelora Sriwijaya Stadium                    | 40 000     | 52%              |
| 43 | Portland Timbers                | 20 000              | SUA           | Jeld-Wen Field                              | 20 000     | 100%             |
| 43 | Shandong Luneng Taishan FC      | 20 000              | China         | Jinan Olympic Sports Center Stadium         | 60 000     | 33%              |
| 43 | Club Atlético Colón             | 20 000              | Argentina     | Estadio Brigadier General Estanislao López  | 40 000     | 50%              |
| 43 | FC Seoul                        | 20 000              | Coreea de Sud | Seoul World Cup Stadium                     | 66 000     | 30%              |
| 43 | Suwon Samsung Bluewings         | 20 000              | Coreea de Sud | Suwon World Cup Stadium                     | 44 000     | 45%              |
| 43 | Millonarios Fútbol Club         | 20 000              | Columbia      | Estadio El Campín                           | 36 000     | 55%              |
| 43 | Club Nacional de Football       | 20 000              | Uruguay       | Estadio Gran Parque Central                 | 26 000     | 77%              |
| 43 | Peñarol                         | 20 000              | Uruguay       | Estadio Centenario                          | 65 000     | 31%              |
| 51 | Vancouver Whitecaps FC          | 19 000              | Canada        | BC Place                                    | 54 000     | 35%              |
| 51 | Sporting Kansas City            | 19 000              | SUA           | Sporting Park                               | 18 000     | 100%             |
| 51 | Real Salt Lake                  | 19 000              | SUA           | Rio Tinto Stadium                           | 20 000     | 95%              |
| 51 | Esporte Clube Bahia             | 19 000              | Brazilia      | Itaipava Arena Fonte Nova                   | 55 000     | 34%              |
| 55 | New York Red Bulls              | 18 000              | SUA           | Red Bull Arena                              | 25 000     | 72%              |
| 55 | Toronto FC                      | 18 000              | Canada        | BMO Field                                   | 21 000     | 86%              |
| 55 | Philadelphia Union              | 18 000              | SUA           | PPL Park                                    | 18 000     | 100%             |
| 55 | Liaoning Whowin FC              | 18 000              | China         | Tiexi New District Sports Center            | 30 000     | 60%              |
| 55 | Kawasaki Frontale               | 18 000              | Japonia       | Todoroki Athletics Stadium                  | 25 000     | 72%              |
| 55 | Sport Club Recife               | 18 000              | Brazilia      | Estádio Ilha do Retiro                      | 35 000     | 51%              |
| 55 | Atlético Mineiro                | 18 000              | Brazilia      | Estádio Independência                       | 23 000     | 78%              |
| 55 | Estudiantes de La Plata         | 18 000              | Argentina     | Estadio Ciudad de La Plata                  | 36 000     | 50%              |
| 55 | Sydney FC                       | 18 000              | Australia     | Sydney Football Stadium                     | 44 000     | 41%              |
| 64 | Sanfrecce Hiroshima             | 17 000              | Japonia       | Hiroshima Big Arch                          | 50 000     | 34%              |
| 64 | Nagoya Grampus                  | 17 000              | Japonia       | Toyota Stadium                              | 45 000     | 38%              |
| 64 | Cerezo Osaka                    | 17 000              | Japonia       | Kincho Stadium                              | 20 000     | 85%              |
| 64 | Henan Jianye FC                 | 17 000              | China         | Zhengzhou Hanghai Stadium                   | 30 000     | 56%              |
| 64 | San Luis FC                     | 17 000              | Mexic         | Estadio Alfonso Lastras                     | 35 000     | 48%              |
| 64 | Persib Bandung                  | 17 000              | Indonezia     | Siliwangi Stadium                           | 25 000     | 68%              |
| 64 | Deportivo Cali                  | 17 000              | Columbia      | Estadio Deportivo Cali                      | 55 000     | 31%              |
| 64 | Kaizer Chiefs FC                | 17 000              | South Africa  | FNB Stadium                                 | 94 000     | 18%              |
| 72 | Arema Indonezia                 | 16 000              | Indonezia     | Kanjuruhan Stadium                          | 35 000     | 45%              |
| 72 | Atlético Junior                 | 16 000              | Columbia      | Estadio Metropolitano Roberto Meléndez      | 45 000     | 35%              |
| 72 | Chicago Fire                    | 16 000              | SUA           | Toyota Park                                 | 20 000     | 80%              |
| 72 | Quilmes Atlético Club           | 16 000              | Argentina     | Estadio Centenario Dr. José Luis Meiszner   | 30 000     | 53%              |
| 72 | Vegalta Sendai                  | 16 000              | Japonia       | Yurtec Stadium Sendai                       | 19 000     | 84%              |
| 77 | Kashima Antlers                 | 15 000              | Japonia       | Kashima Soccer Stadium                      | 40 000     | 37%              |
| 77 | Shimizu S-Pulse                 | 15 000              | Japonia       | Outsourcing Stadium Nihondaira              | 20 000     | 75%              |
| 77 | Colorado Rapids                 | 15 000              | SUA           | Dick's Sporting Goods Park                  | 18 000     | 83%              |
| 77 | Atlético Nacional               | 15 000              | Columbia      | Atanasio Girardot Sports Complex            | 41 000     | 36%              |
| 77 | Once Caldas                     | 15 000              | Columbia      | Estadio Palogrande                          | 43 000     | 35%              |
| 77 | Club Atlético Vélez Sarsfield   | 15 000              | Argentina     | Estadio José Amalfitani                     | 49 000     | 30%              |
| 77 | Buriram United FC               | 15 000              | Thailand      | New I-Mobile Stadium                        | 24 000     | 62%              |
| 77 | Al Jazira Club                  | 15 000              | U.A.E         | Mohammed Bin Zayed Stadium                  | 42 000     | 35%              |
| 77 | SHB Ðà Nẵng FC                  | 15 000              | Vietnam       | Chi Lang Stadium                            | 28 000     | 53%              |
| 77 | Vicem Hải Phòng FC              | 15 000              | Vietnam       | Lạch Tray Stadium                           | 28 000     | 53%              |
| 77 | Colo-Colo                       | 15 000              | Chile         | Estadio Monumental David Arellano           | 47 000     | 32%              |
| 77 | Universidad de Chile FC         | 15 000              | Chile         | Estadio Nacional Julio Martínez Prádanos    | 47 000     | 32%              |
| 77 | Persipura Jayapura              | 15 000              | Indonezia     | Mandala Stadium                             | 30 000     | 50%              |
| 77 | Gresik United                   | 15 000              | Indonezia     | Petrokimia Stadium                          | 25 000     | 60%              |
| 77 | Dalian Aerbin FC                | 15 000              | China         | Jinzhou Stadium                             | 30 000     | 50%              |
| 77 | Shanghai Shenhua FC             | 15 000              | China         | Hongkou Football Stadium                    | 33 000     | 45%              |